# Germaine de Foix
Germaine de Foix, född 1488, död 15 oktober 1536, drottning av Aragonien och regent (vicedrottning) av kungariket Valencia, gift 1505 med Ferdinand II av Aragonien. Hon var dotter till Jean de Foix, vicomte av Narbonne och Marie av Orléans och systerdotter till Ludvig XII av Frankrike. Hennes bror var den berömde fältherren Gaston de Foix.

## Biografi
Ferdinand II av Aragonien ville efter sin första makas död ha en son som kunde förhindra att hans rike ärvdes av hans dotter och förlora sin självständighet. Ferdinand och Ludvig XII av Frankrike kom överens om äktenskapet med Germaine de Foix i fördraget i Blois; om en son föddes, skulle Frankrike godkänna denne rättigheterna till Neapel och Jerusalem. Germaine födde 1509 sonen Johan, men han dog snart efter födseln. Trots afrodisiaka fick paret inga fler barn. Hon blev änka 1516. 
Då makens dotterson Karl V 1517 flyttade till Spanien för att överta tronen i Kastilien och Aragonien flyttade hon till hans hov. Karl blev förtjust i henne och ordnade festligheter och torneringar till hennes ära, och då hon 1518 födde dottern Isabel troddes Karl vara fadern. Karl gifte 1519 bort Germaine med Johan av Brandenburg-Ansbach : 1523 utnämndes Germaine och Johan till vicekungapar (regenter) av Valencia. 1524 signerade hon som vicedrottning avrättningsordern för 100 rebeller, varpå hon utfärdade amnesti. Som änka 1526 gifte hon sig med hertig Ferdinand av Kalabrien, som blev hennes medregent i Valencia. De beskrivs som mecenater för konst.